# Wülperode
Wülperode là một đô thị thuộc huyện Harz, bang Sachsen-Anhalt, Đức. Đô thị Wülperode có diện tích 12,73 km², dân số thời điểm ngày 31 tháng 12 năm 2006 là 549 người.